# Arctosa raptor
Arctosa raptor este o specie de păianjeni din genul Arctosa, familia Lycosidae. A fost descrisă pentru prima dată de Kulczynski, 1885. Conform Catalogue of Life specia Arctosa raptor nu are subspecii cunoscute.